# Isothecium holzingeri
Isothecium holzingeri là một loài rêu trong họ Brachytheciaceae. Loài này được Renauld & Cardot Kindb. mô tả khoa học đầu tiên năm 1897.